# Haverhill (Florida)
Haverhill város az USA Florida államában, Palm Beach megyében. 

## Népesség
A település népességének változása: